# Staro Momčilovo
Staro Momčilovo (cyr. Старо Момчилово) – wieś w Serbii, w okręgu toplickim, w gminie Žitorađa. W 2011 roku liczyła 122 mieszkańców.